# تشارلز سيمز (لاعب كرة قدم أمريكية)
تشارلز سيمز (بالإنجليزية: Charles Sims)‏ هو لاعب كرة قدم أمريكية أمريكي، ولد في 19 سبتمبر 1990 في هيوستن في الولايات المتحدة.

## وصلات خارجية
- تشارلز سيمز على موقع مرجع كرة القدم المحترفة.كوم (الإنجليزية)